# A szlalomkajakozás és -kenuzás világbajnokainak listája

Az alábbi táblázatok a szlalom kajakozás-kenuzás világbajnokait ismerteti. A síkvízi kajakozás és kenuzás, valamint a maratoni kajak-kenu világbajnokait külön táblázatok tartalmazzák.

## Férfi kajak versenyszámok
| Év, helyszín           | Kajak egyes egyéni | Kajak egyes egyéni | Kajak egyes csapat             | Kajak egyes csapat |
| 1965 Spittal           | Kurt Presslmayr    | Ausztria           | Német Szövetségi Köztársaság   | NSZK               |
| 1967 Lipno             | Jürgen Bremer      | NDK                | Német Demokratikus Köztársaság | NDK                |
| 1969 Bourg St.-Maurice | Claude Peschier    | Franciaország      | Franciaország                  | Franciaország      |
| 1971 Merano            | Siegbert Horn      | NDK                | Ausztria                       | Ausztria           |
| 1973 Muotathal         | Norbert Sattler    | Ausztria           | Német Demokratikus Köztársaság | NDK                |
| 1975 Szkopje           | Siegbert Horn      | NDK                | Német Szövetségi Köztársaság   | NSZK               |
| 1977 Spittal           | Albert Kerr        | Nagy-Britannia     | Franciaország                  | Franciaország      |
| 1979 Jonquičre         | Peter Fauster      | Ausztria           | Nagy-Britannia                 | Nagy-Britannia     |
| 1981 Bala              | Richard Fox        | Nagy-Britannia     | Nagy-Britannia                 | Nagy-Britannia     |
| 1983 Merano            | Richard Fox        | Nagy-Britannia     | Nagy-Britannia                 | Nagy-Britannia     |
| 1985 Augsburg          | Richard Fox        | Nagy-Britannia     | Német Szövetségi Köztársaság   | NSZK               |
| 1987 Bourg St.-Maurice | Toni Prijon        | NSZK               | Nagy-Britannia                 | Nagy-Britannia     |
| 1989 Savage River      | Richard Fox        | Nagy-Britannia     | Jugoszlávia                    | Jugoszlávia        |
| 1991 Tacen             | Shaun Pearce       | Nagy-Britannia     | Franciaország                  | Franciaország      |
| 1993 Mezzana           | Richard Fox        | Nagy-Britannia     | Nagy-Britannia                 | Nagy-Britannia     |
| 1995 Nottingham        | Oliver Fix         | Németország        | Németország                    | Németország        |
| 1997 Tręs Coroas       | Thomas Becker      | Németország        | Nagy-Britannia                 | Nagy-Britannia     |
| 1999 La Seu d'Urgell   | David Ford         | Kanada             | Németország                    | Németország        |
| 2002 Bourg St.-Maurice | Fabien Lefévre     | Franciaország      | Németország                    | Németország        |
| 2003 Augsburg          | Fabien Lefévre     | Franciaország      | Svájc                          | Svájc              |
| 2005 Penrith           | Fabian Dörfler     | Németország        | Franciaország                  | Franciaország      |
| 2007 Foz do Iguaçu     | Sebastien Combot   | Franciaország      | Németország                    | Németország        |
| 2009 La Seu d'Urgell   |                    |                    |                                |                    |

## Női kajak versenyszámok
| Év, helyszín           | Kajak egyes egyéni       | Kajak egyes egyéni | Kajak egyes csapat             | Kajak egyes csapat |
| 1965 Spittal           | Ursula Gläser            | NDK                | Német Demokratikus Köztársaság | NDK                |
| 1967 Lipno             | Ludmilla Polesna         | Lengyelország      | Német Demokratikus Köztársaság | NDK                |
| 1969 Bourg St.-Maurice | Ludmilla Polesna         | Lengyelország      | Német Szövetségi Köztársaság   | NSZK               |
| 1971 Merano            | Angelika Bahmann         | NDK                | Német Demokratikus Köztársaság | NDK                |
| 1973 Muotathal         | Sybille Spindler         | NDK                | Amerikai Egyesült Államok      | USA                |
| 1975 Szkopje           | Marija Cwiertniewicz     | Lengyelország      | Svájc                          | Svájc              |
| 1977 Spittal           | Angelika Bahmann         | NDK                | Svájc                          | Svájc              |
| 1979 Jonquičre         | Cathy Hearn              | USA                | Amerikai Egyesült Államok      | USA                |
| 1981 Bala              | Ulrike Deppe             | NSZK               | Német Szövetségi Köztársaság   | NSZK               |
| 1983 Merano            | Elizabeth Sharman        | Nagy-Britannia     | Franciaország                  | Franciaország      |
| 1985 Augsburg          | Margrit Messelhäuser     | NSZK               | Franciaország                  | Franciaország      |
| 1987 Bourg St.-Maurice | Elizabeth Sharman        | Nagy-Britannia     | Német Szövetségi Köztársaság   | NSZK               |
| 1989 Savage River      | Myriam Jerusalmy         | Franciaország      | Franciaország                  | Franciaország      |
| 1991 Tacen             | Elisabeth Micheler-Jones | Németország        | Franciaország                  | Franciaország      |
| 1993 Mezzana           | Myriam Jerusalmy         | Franciaország      | Franciaország                  | Franciaország      |
| 1995 Nottingham        | Lynn Simpson             | Nagy-Britannia     | Franciaország                  | Franciaország      |
| 1997 Tręs Coroas       | Brigitte Guibal          | Franciaország      | Németország                    | Németország        |
| 1999 La Seu d'Urgell   | Stepanka Hilgertová      | Csehország         | Németország                    | Németország        |
| 2002 Bourg St.-Maurice | Rebecca Giddens          | USA                | Franciaország                  | Franciaország      |
| 2003 Augsburg          | Stepanka Hilgertová      | Csehország         | Csehország                     | Csehország         |
| 2005 Penrith           | Elena Kaliska            | Szlovákia          | Csehország                     | Csehország         |
| 2007 Foz do Iguaçu     | Jennifer Bongardt        | Németország        | Németország                    | Németország        |
| 2009 La Seu d'Urgell   |                          |                    |                                |                    |

## Kenu versenyszámok
| Év, helyszín           | Kenu egyes       | Kenu egyes    | Kenu páros                                | Kenu páros    | Kenu egyes csapat              | Kenu egyes csapat | Kenu páros csapat              | Kenu páros csapat |
| 1949 Genf              | Pierre d'Alencon | Franciaország | Michel Duboille, Jacques Rousseau         | Franciaország | Franciaország                  | Franciaország     | Franciaország                  | Franciaország     |
| 1951 Steyr             | Charles Dussuet  | Svájc         | Claude Neveu, Roger Paris                 | Franciaország | Csehszlovákia                  | Csehszlovákia     | Franciaország                  | Franciaország     |
| 1953 Merano            | Charles Dussuet  | Svájc         | Charles Dussuet, Jean Engler              | Franciaország | Csehszlovákia                  | Csehszlovákia     | Franciaország                  | Franciaország     |
| 1955 Tacen             | Vladimír Jirásek | Csehszlovákia | Claude Neveu, Roger Paris                 | Franciaország | Csehszlovákia                  | Csehszlovákia     | Csehszlovákia                  | Csehszlovákia     |
| 1957 Augsburg          | Manfred Schubert | NDK           | Dieter Friedrich, Horst Kleinert          | NDK           | Német Szövetségi Köztársaság   | NSZK              | Csehszlovákia                  | Csehszlovákia     |
| 1959 Genf              | Vladimír Jirásek | Csehszlovákia | Dieter Friedrich, Horst Kleinert          | NDK           | Csehszlovákia                  | Csehszlovákia     | Német Demokratikus Köztársaság | NDK               |
| 1961 Hainsberg         | Manfred Schubert | NSZK          | Günther Merkel, Manfred Merkel            | NDK           | Csehszlovákia                  | Csehszlovákia     | Német Demokratikus Köztársaság | NDK               |
| 1963 Spittal           | Manfred Schubert | NSZK          | Günther Merkel, Manfred Merkel            | NDK           | Német Demokratikus Köztársaság | NDK               | Német Demokratikus Köztársaság | NDK               |
| 1965 Spittal           | Gert Kleinert    | NDK           | Günther Merkel, Manfred Merkel            | NDK           | Csehszlovákia                  | Csehszlovákia     | Csehszlovákia                  | Csehszlovákia     |
| 1967 Lipno             | Wolfgang Peters  | NSZK          | Miroslav Stach, Zdenek Valenta            | Csehszlovákia | Csehszlovákia                  | Csehszlovákia     | Német Demokratikus Köztársaság | NDK               |
| 1969 Bourg St.-Maurice | Wolfgang Peters  | NSZK          | Jean-Claude Olry, Jean-Louis Olry         | Franciaország | Német Szövetségi Köztársaság   | NSZK              | Német Szövetségi Köztársaság   | NSZK              |
| 1971 Merano            | Reinhold Kauder  | NSZK          | Klaus Trummer, Jürgen Kretschmer          | NDK           | Német Demokratikus Köztársaság | NDK               | Német Demokratikus Köztársaság | NDK               |
| 1973 Muotathal         | Reinhard Eiben   | NDK           | Jiři Krejza, Jaroslav Pollert             | Csehszlovákia | Csehszlovákia                  | Csehszlovákia     | Német Szövetségi Köztársaság   | NSZK              |
| 1975 Szkopje           | Peter Sodomka    | Csehszlovákia | Klaus Trummer, Jürgen Kretschmer          | NDK           | Csehszlovákia                  | Csehszlovákia     | Német Demokratikus Köztársaság | NDK               |
| 1977 Spittal           | Peter Sodomka    | Csehszlovákia | Walter Hofmann, Jürgen Kalbitz            | NDK           | Német Demokratikus Köztársaság | NDK               | Csehszlovákia                  | Csehszlovákia     |
| 1979 Jonquičre         | Jon Lugbill      | USA           | Dieter Welsink, Peter Czupryna            | NSZK          | Amerikai Egyesült Államok      | USA               | Lengyelország                  | Lengyelország     |
| 1981 Bala              | Jon Lugbill      | USA           | Steve Garvis, Mike Garvis                 | USA           | Amerikai Egyesült Államok      | USA               | Nagy-Britannia                 | Nagy-Britannia    |
| 1983 Merano            | Jon Lugbill      | USA           | Lecky Haller, Fritz Haller                | USA           | Amerikai Egyesült Államok      | USA               | Csehszlovákia                  | Csehszlovákia     |
| 1985 Augsburg          | David Hearn      | USA           | Thomas Klein-Implmann, Stephan Küppers    | NSZK          | Amerikai Egyesült Államok      | USA               | Csehszlovákia                  | Csehszlovákia     |
| 1987 Bourg St.-Maurice | Jon Lugbill      | USA           | Pierre Calori, Jacques Calori             | Franciaország | Amerikai Egyesült Államok      | USA               | Franciaország                  | Franciaország     |
| 1989 Savage River      | Jon Lugbill      | USA           | Frank Hemmer, Thomas Loose                | NSZK          | Amerikai Egyesült Államok      | USA               | Franciaország                  | Franciaország     |
| 1991 Tacen             | Martin Lang      | Németország   | Franck Adisson, Wilfrid Forgues           | Franciaország | Amerikai Egyesült Államok      | USA               | Franciaország                  | Franciaország     |
| 1993 Mezzana           | Martin Lang      | Németország   | Jiři Rohan, Miroslav Simek                | Csehország    | Szlovénia                      | Szlovénia         | Csehország                     | Csehország        |
| 1995 Nottingham        | David Hearn      | USA           | Kryzstof Kolomanski, Michael Staniszewski | Lengyelország | Németország                    | Németország       | Csehország                     | Csehország        |
| 1997 Tręs Coroas       | Michal Martikan  | Szlovákia     | Franck Adisson, Wilfrid Forgues           | Franciaország | Szlovákia                      | Szlovákia         | Franciaország                  | Franciaország     |
| 1999 La Seu d'Urgell   | Emmanuel Brugvin | Franciaország | Marek Jiras, Tomas Mader                  | Csehország    | Lengyelország                  | Lengyelország     | Csehország                     | Csehország        |
| 2002 Bourg St.-Maurice | Michal Martikan  | Szlovákia     | Pavel Hochschorner, Peter Hochschorner    | Szlovákia     | Csehország                     | Csehország        | Franciaország                  | Franciaország     |
| 2003 Augsburg          | Michal Martikan  | Szlovákia     | Markus Becker, Stefan Henze               | Németország   | Szlovákia                      | Szlovákia         | Csehország                     | Csehország        |
| 2005 Penrith           | Robin Bell       | Ausztrália    | Christian Bahmann, Michael Senft          | Németország   | Franciaország                  | Franciaország     | Németország                    | Németország       |
| 2007 Foz do Iguaçu     | Michal Martikan  | Szlovákia     | Pavel Hochschorner, Peter Hochschorner    | Szlovákia     | Franciaország                  | Franciaország     | Csehország                     | Csehország        |
| 2009 La Seu d'Urgell   |                  |               |                                           |               |                                |                   |                                |                   |

## Lásd még
- A síkvízi kajakozás világbajnokainak listája
- A síkvízi kenuzás világbajnokainak listája
- A maratoni távú kajakozás-kenuzás világbajnokainak listája